# Yorick Le Saux
Yorick Le Saux (Neuilly-sur-Seine, 10 de agosto de 1968) é um diretor de fotografia francês.